# 东莱站 (釜山地铁)
東萊站（：／ Dongnae yeok */?）是釜山地鐵1號線與釜山地鐵4號線沿線交會的一座轉乘車站，位於韓國釜山廣域市東萊區溫泉洞，1號線韓語副站名為「韓國健康管理協會」（한국건강관리협회）。此站雖然與東海線東萊站同一站名，但兩站相距達1.5公里，無法直接連通轉乘。

## 車站結構
1號線站體為高架車站，4號線則是地下車站，兩線均為2面2線的側式月台構造，候車月台設有月台幕門，並有出口共4處。

### 1號線月台

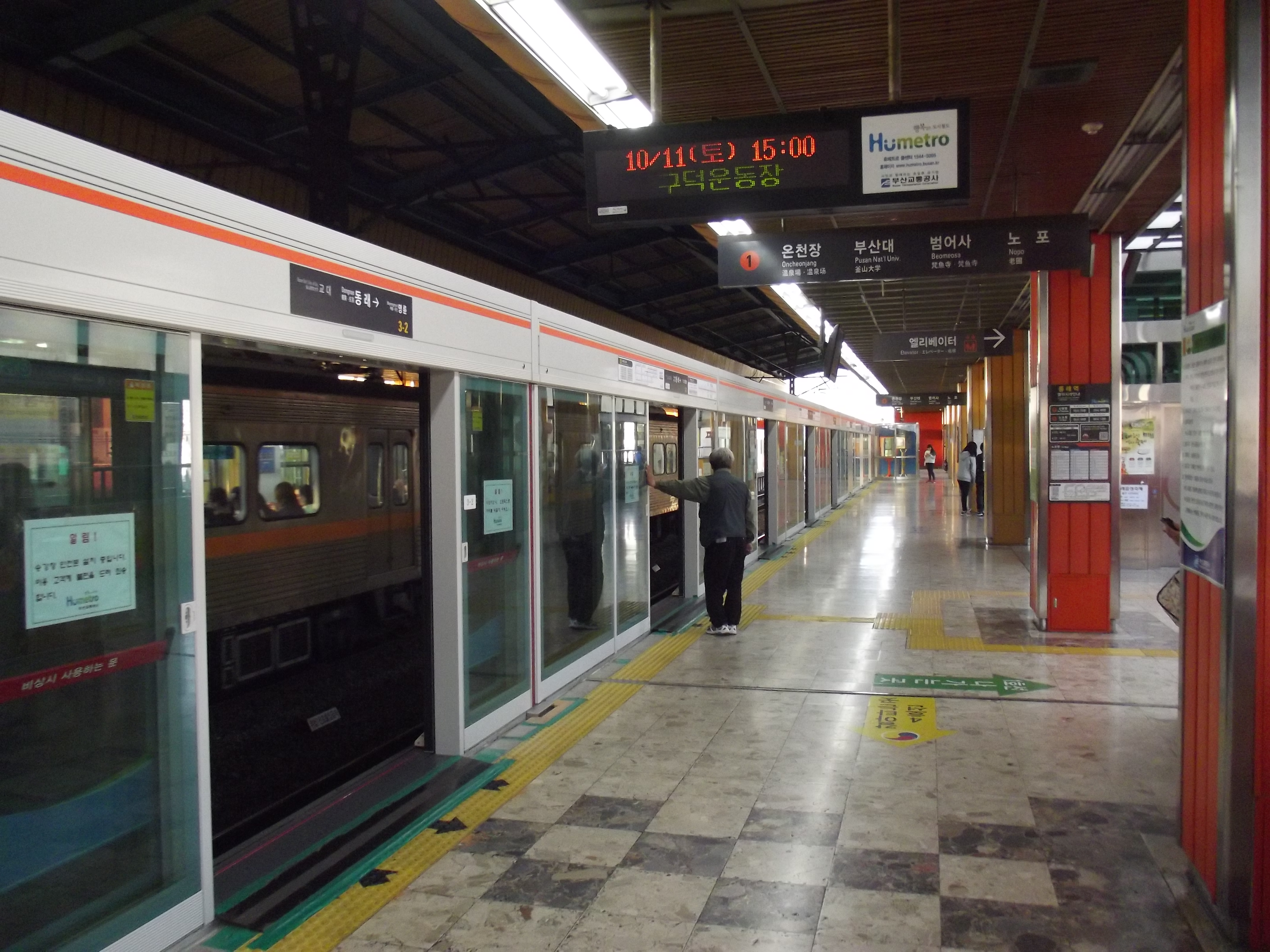
1號線候車月台（月台門裝設中）

| 釜山教育大學 ↑ |
| \| 上          |
| ↓ 明倫         |

| 月台 | 路線               | 目的地                             |
| ---- | ------------------ | ---------------------------------- |
| 上行 | ●釜山都市铁道1号线 | 多大浦海水浴場方向                 |
| 下行 | ●釜山都市铁道1号线 | 溫泉場、釜山大學、梵魚寺、老圃方向 |

### 4號線月台

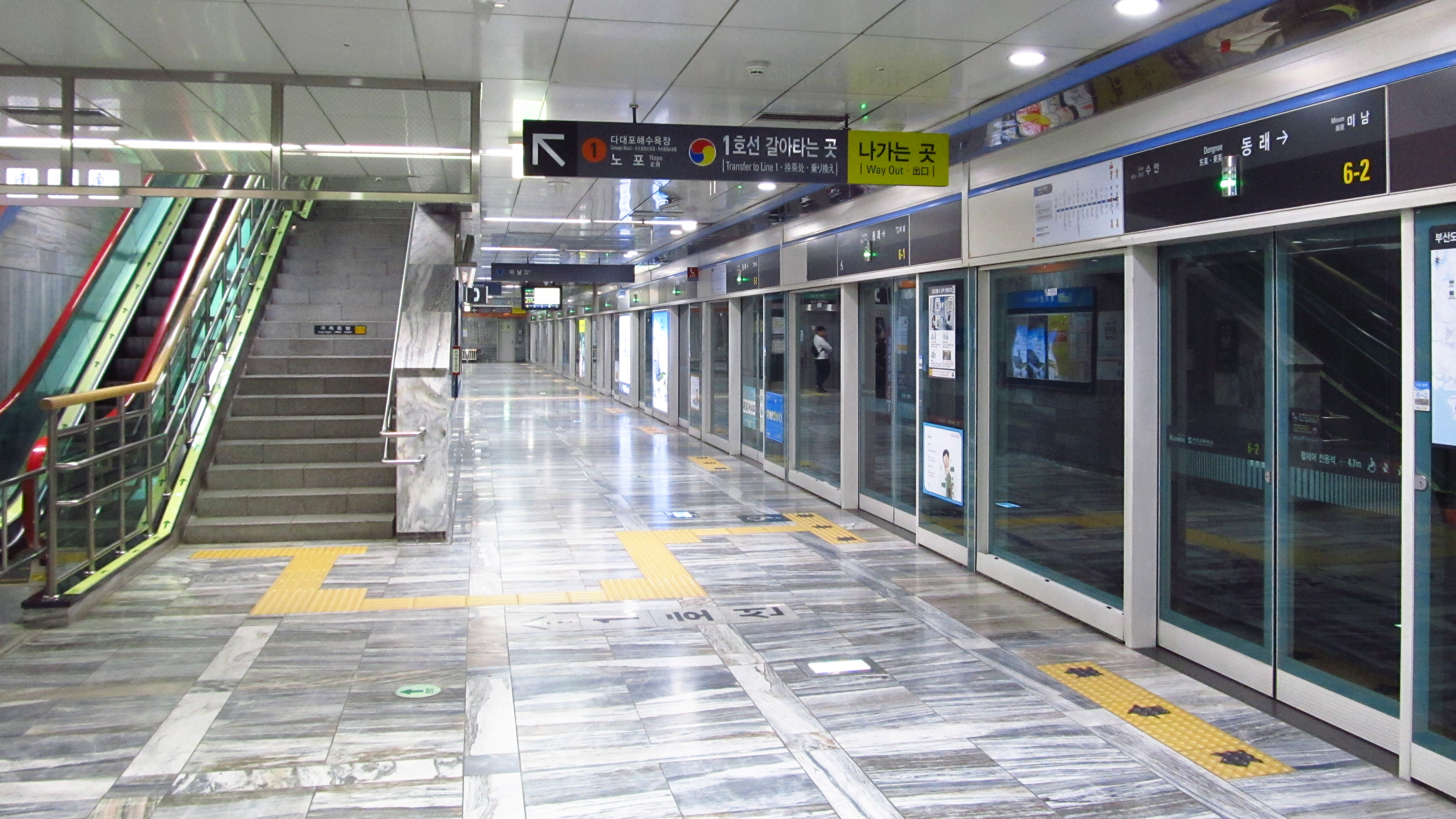
4號線候車月台

| 美南 ↑ |
| \| 上  |
| ↓ 壽安 |

| 月台 | 路線               | 目的地                                 |
| ---- | ------------------ | -------------------------------------- |
| 上行 | ●釜山都市铁道4号线 | 美南方向                               |
| 下行 | ●釜山都市铁道4号线 | 壽安、忠烈祠、盤如農產品市場、安平方向 |

## 歷史
- 1985年7月19日：落成啟用。
- 2011年3月30日：4號線站體開通。

## 車站周邊
- 東萊市場
- 東萊鄉校（朝鲜语：동래향교）
- 韓國健康管理協會釜山分會
- 東萊區廳
- 金剛公園
- 東萊中學
- 釜山地方氣象廳
- 大同醫院
- 慶南銀行東萊分行
- 釜山銀行菜城分行
- 國民銀行明倫洞分行

## 圖片

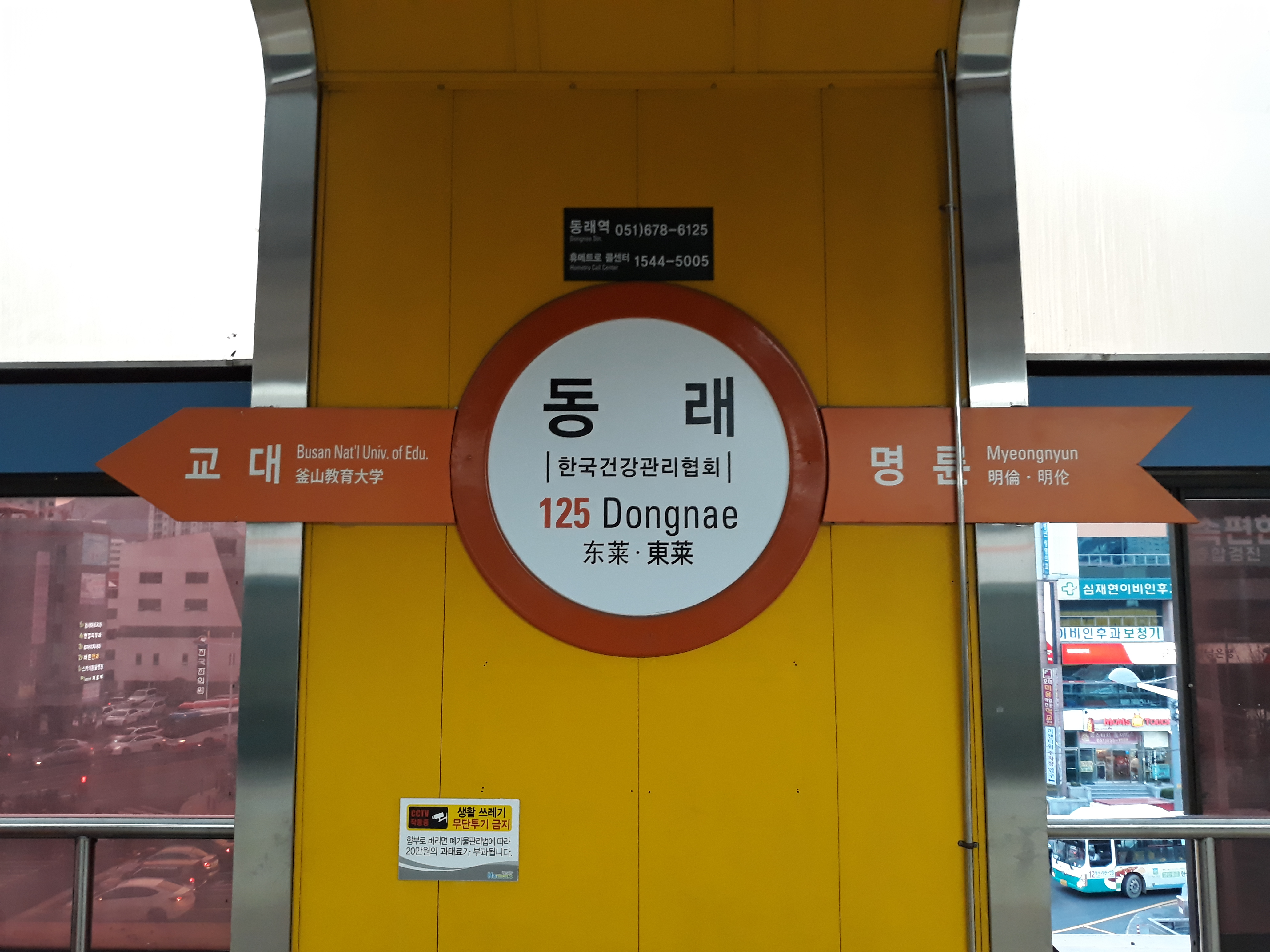
1號線站名牌
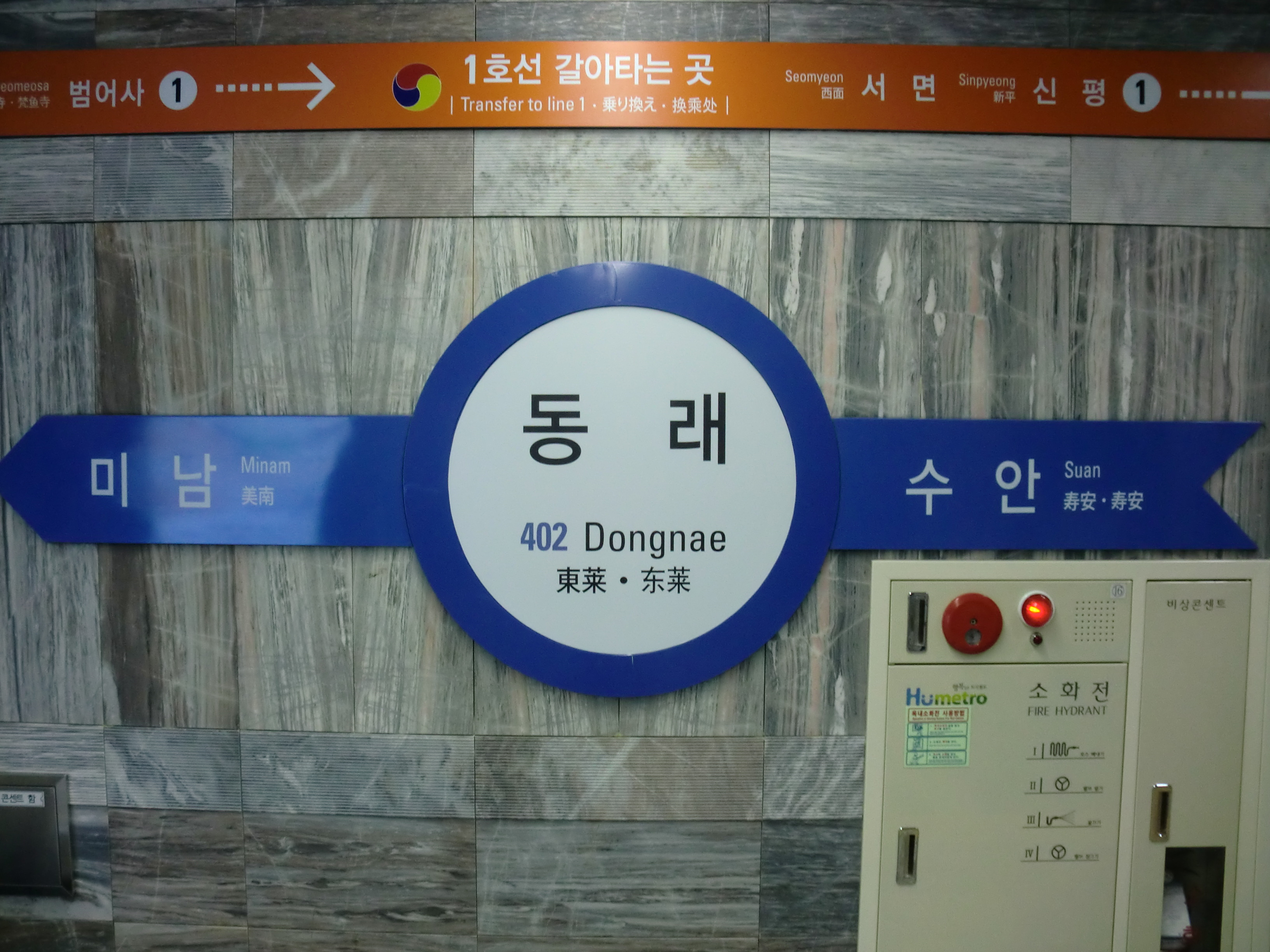
4號線站名牌
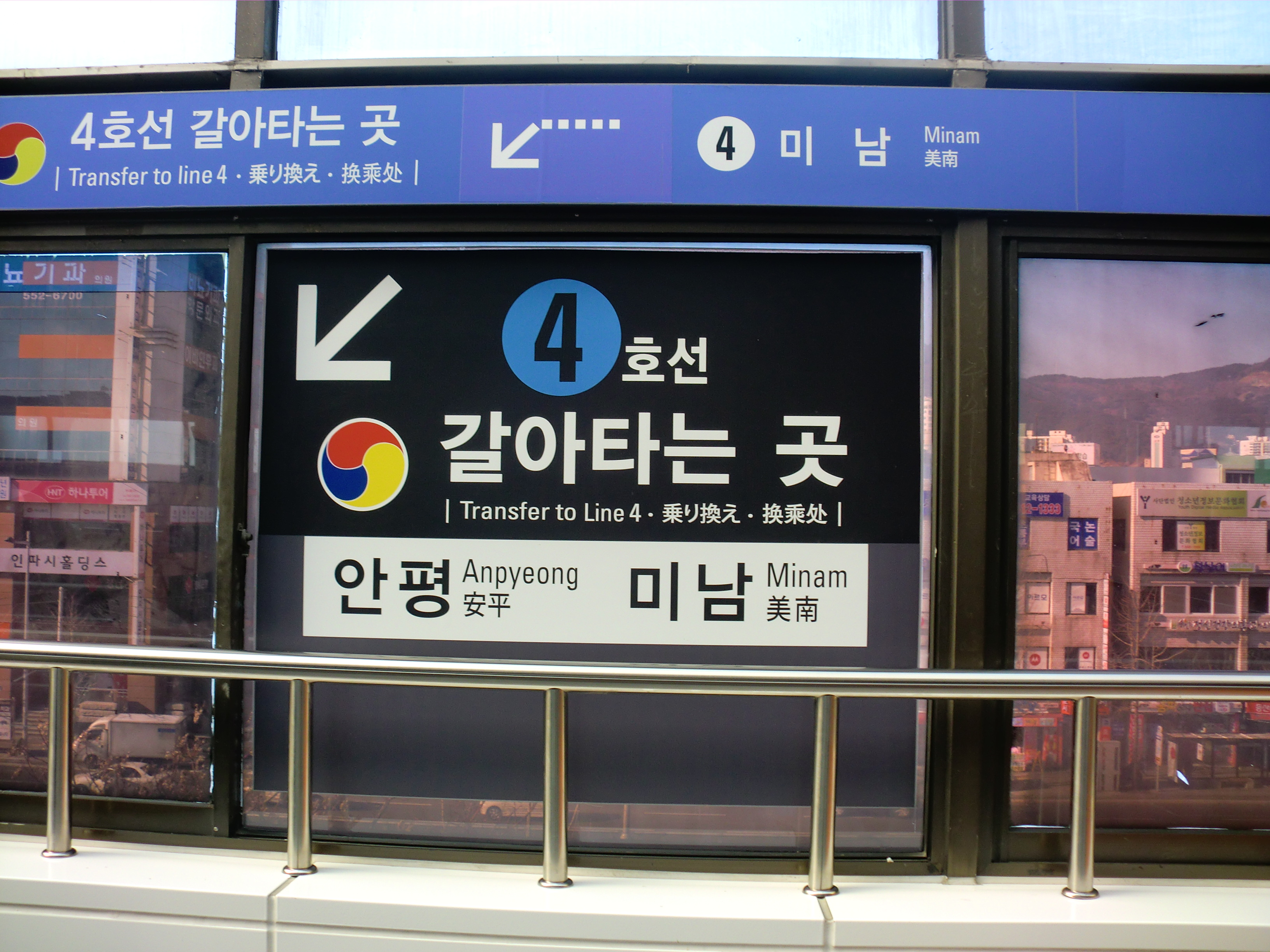
轉乘告示

## 相鄰車站
釜山交通公社
●釜山都市铁道1号线
釜山教育大學（124）－東萊（125）－明倫（126）
●釜山都市铁道4号线
美南（401）－東萊（402）－壽安（403）